# Era materii
Era materii – pojęcie stosowane w kosmologii dla określenie fazy rozwoju Wszechświata. Na podstawie kosmologicznego modelu rozszerzającego się Wszechświata przyjmuje się, że era materii rozpoczęła się około 100 000 lat po Wielkim Wybuchu po tym, jak pod koniec ery promieniowania materia stała się przezroczysta dla promieniowania (powstało reliktowe promieniowanie tła) oraz nastąpiła rekombinacja, czyli wychwyt elektronów przez protony i jądra lekkich pierwiastków, przede wszystkim helu. Głównymi składnikami materii stały się atomy wodoru i helu, stanowiące około 35% pierwotnej materii. Materia rozłożyła się mniej więcej równomiernie. Jednak przypadkowe fluktuacje gęstości stały się źródłami silniejszego przyciągania grawitacyjnego (mechanizm grawitacyjnej niestabilności), co zapoczątkowało proces powstawania galaktyk i gromad galaktyk. Pierwsza część tego etapu określana jest często mianem wieków ciemnych. Później, gdy główną formą występowania materii stają się galaktyki, mówi się o rozpoczęciu ery galaktycznej, w niektórych źródłach nazywanej także erą ciemnej energii lub erą gwiazdową.